# Уміт Коркмаз
Уміт Коркмаз, також іноді Юміт Коркмаз (нім. Ümit Korkmaz,  нар. 17 вересня 1985, Відень) — австрійський футболіст турецького походження, півзахисник клубу «Чайкур Різеспор».
Насамперед відомий виступами за «Рапід» (Відень) та «Айнтрахт», а також національну збірну Австрії, разом з якою був учасником Євро-2008.

## Клубна кар'єра
У дорослому футболі дебютував 2006 року виступами за «Рапід» (Відень), в якому провів два сезони, взявши участь у 55 матчах чемпіонату. Більшість часу, проведеного у складі віденського «Рапіда», був основним гравцем команди і у сезоні 2007/08 виграв з командою чемпіонат Австрії.
Своєю грою за цю команду привернув увагу представників тренерського штабу німецького «Айнтрахта», до складу якого приєднався в червні 2008 року. Відіграв за франкфуртський клуб наступні три сезони своєї ігрової кар'єри, після чого, через непостійні виступи в команді, у січні 2011 року був відданий в оренду в «Бохум» з Другої Бундесліги до кінця сезону.
До складу «Айнтрахта», який саме також вилетів до Другої Бундесліги, повернувся влітку 2011 року і провів наступний сезон, допомігши команді повернутись в еліту. Всього встиг відіграти за франкфуртський клуб 48 матчів в національному чемпіонаті.
Влітку 2013 року перейшов у «Інгольштадт 04», в якому провів півтора сезони у Другої Бундесліги. 12 грудня 2013 року було оголошено, що він анулював свій контракт з «Інгольштадтом» і незабаром приєднався до турецького клубу «Чайкур Різеспор».

## Виступи за збірну
27 травня 2008 року дебютував в офіційних матчах у складі національної збірної Австрії в товариській грі проти збірної Нігерії, що завершилася з рахунком 1-1.
У складі збірної був учасником чемпіонату Європи 2008 року в Австрії та Швейцарії, на якому зіграв в усіх трьох матчах збірної.
Всього провів у формі головної команди країни 10 матчів.

## Статистика

### Клуб
| Сезон   | Клуб              | Ліга             | Ігор | Голів |
| ------- | ----------------- | ---------------- | ---- | ----- |
| 2006/07 | «Рапід» (Відень)  | Бундесліга       | 24   | 1     |
| 2007/08 | «Рапід» (Відень)  | Бундесліга       | 31   | 2     |
| 2008/09 | «Айнтрахт»        | Бундесліга       | 17   | 1     |
| 2009/10 | «Айнтрахт»        | Бундесліга       | 18   | 2     |
| 2010/11 | «Айнтрахт»        | Бундесліга       | 2    | 0     |
| 2010/11 | «Бохум»           | Друга Бундесліга | 12   | 3     |
| 2011/12 | «Айнтрахт»        | Друга Бундесліга | 11   | 1     |
| 2012/13 | «Інгольштадт 04»  | Друга Бундесліга | 26   | 1     |
| 2013/14 | «Інгольштадт 04»  | Друга Бундесліга | 5    | 1     |
| 2013/14 | «Чайкур Різеспор» | Суперліга        | 9    | 3     |
| 2014/15 | «Чайкур Різеспор» | Суперліга        | 21   | 2     |

## Титули і досягнення
- Чемпіон Австрії (1):

«Рапід» (Відень): 2007/08

## Особисте життя
Уміт Коркмаз також має турецьке громадянство.